# اجگارا
اجگارا (به لاتین: Ajagara) یک منطقهٔ مسکونی در بنگلادش است که در استان چیتاگونگ واقع شده‌است.